# 聯合縮小兵
《聯合縮小兵》（英語：The Ant Bully）是一部於2006年上映的美國動畫電影，由John A. Davis執導，由華納兄弟出品，劇情改編自1999年出版的同名兒童書《The Ant Bully》。

## 劇情
如果你變得像螞蟻一樣小，那麼相對來說，世界就會變得很大，而冒險旅程也會加倍刺激。喜歡用水槍欺負前院無助小螞蟻小男孩盧卡斯，就經歷了這樣一場難忘的冒險旅程。原來，這群忍無可忍的小螞蟻調製了一種魔法藥水，把「破壞王」盧卡斯變得和螞蟻一樣小。自此，蟻丘便成為一個充滿歡笑﹑驚險刺激的奇幻樂園！

## 角色
- Zach Tyler Eisen（英语：Zach Tyler Eisen） 飾演 盧卡斯
- 茱莉亞·羅勃茲 飾演 荷瓦
- 尼可拉斯·凱吉 飾演 Zoc
- 梅莉·史翠普 飾演 蟻后
- 保羅·吉馬蒂 飾演 斯坦

## 評價
爛番茄新鮮度63%，基於115條評論，平均分為6.2/10，而在Metacritic上得到59分，IMDB上得5.9分，評價普通。

## 外部連結
- 官方网站
- (PDF). Warner Brothers.   [2016-07-01]. （原始内容存档 (PDF)于2007-01-29）.
- AllMovie上《聯合縮小兵》的资料（英文）
- 豆瓣电影上《聯合縮小兵》的資料 （简体中文）
- 互联网电影数据库（IMDb）上《聯合縮小兵》的资料（英文）
- 爛番茄上《聯合縮小兵》的資料（英文）
- Box Office Mojo上《聯合縮小兵》的資料（英文）